# 3344 Peachtree
3344 Peachtree (známý též jako Sovereign) je mrakodrap v Atlantě. Má 47 podlaží a výšku 203 metrů, je tak 9. nejvyšší mrakodrap ve městě a nejvyšší víceúčelový mrakodrap ve městě. Výstavba probíhala v letech 2006 – 2008. Za designem budovy stojí Smallwood, Reynolds, Stewart, Stewart & Associates. V budově se nachází byty, hotel, kanceláře a ve spodních patrech i obchody.